# Terrence Clarke
Terrence Adrian Clarke (Boston, 2001. szeptember 6. – Los Angeles, 2021. április 22.) amerikai kosárlabdázó, aki a Kentucky Wildcats csapatában játszott. Középiskolában a Rivers School játékosa volt, mielőtt a Brewster Academy csapatához csatlakozott volna, ahol 2019-ben megnyerte a National Prep bajnoki címet. McDonald's All-American volt, életkorának egyik legjobb utánpótlás játékosának tartották. Egy szezont játszott egyetemen, mielőtt bejelentette, hogy részt fog venni az NBA-drafton. A 2021-es NBA-drafton Adam Silver bejelentette, hogy a National Basketball Association különleges választásként kiválasztja a 14. és 15. hely között.
Clarke 19 évesen Los Angelesben hunyt el autóbalesetben.

## Korai évek
Terrence Clarke 2001. szeptember 6-án született Bostonban, Osmine Clarke és Adrian Briggs gyermekeként. Középiskolában a Rivers School játékosa volt, mielőtt a Brewster Academy csapatához csatlakozott volna egy év után. A Brewster tagjaként megnyerte a National Prep bajnoki címet. Utolsó évében 18.3 pontot, 5.8 lepattanót és 3 gólpasszt átlagolt és a Brewster 34 győzelmet szerzett a szezonban, mielőtt a Covid19-pandémia miatt megszakították az évet. Clarke McDonald's All-American volt és a Sports Illustrated beválasztotta az All-American Harmadik csapatba.
2019. szeptember 14-én bejelentette, hogy a Kentucky játékosa lett egyetemen és, hogy visszalép a 2020-as osztályba. Mielőtt visszalépett, a 2021-es osztály második legjobb játékosa volt.

## Egyetemi karrier
Első egyetemi mérkőzésén, 2020. november 25-én Clarke 12 pontot, 4 lepattanót és 4 gólpasszt szerzett, 3 labdaszerzés mellett, a Morehead State elleni győzelem során. Egy sérülés miatt, összesen 8 mérkőzést tudott játszani. Az évben 9.6 pontot, 2.6 lepattanót és 2 gólpasszt átlagolt. Karrierrekord 22 pontot szerzett a Georgia Tech ellen 2020. december 6-án. Összességében karrierje során 229 játszott perc alatt 77 pontot szerzett. 2021. március 19-én Clarke bejelentette, hogy részt fog venni az NBA-drafton. Halála előtti napon Clarke aláírt a Klutch Sports Grouphoz.

## Statisztikák
| Év      | Csapat   | JM | KM | JP/M | MG%  | 3P%  | BD%  | LP/M | GP/M | L/M | B/M | P/M |
| ------- | -------- | -- | -- | ---- | ---- | ---- | ---- | ---- | ---- | --- | --- | --- |
| 2020–21 | Kentucky | 8  | 6  | 28.6 | .421 | .217 | .471 | 2.6  | 2.0  | .6  | .1  | 9.6 |

## Halála
Egy edzés után Clarke egy csapattársával Brandon Boston Jr.-ral tartott hazafelé egy edzésről, 2021. április 22-én, Los Angelesben. A Los Angeles Police Department szerint Clarke túl gyorsan vezetett, mikor áthaladt egy piros lámpán, eltalálva egy másik autót, amely éppen balra fordult, majd nekicsapódott egy oszlopnak és egy falnak. Egy 2021-es Bentley Genesis GV80-at vezetett a baleset idején, biztonsági öve nem volt megfelelően bekötve. Clarke 19 éves volt.